# 大奧

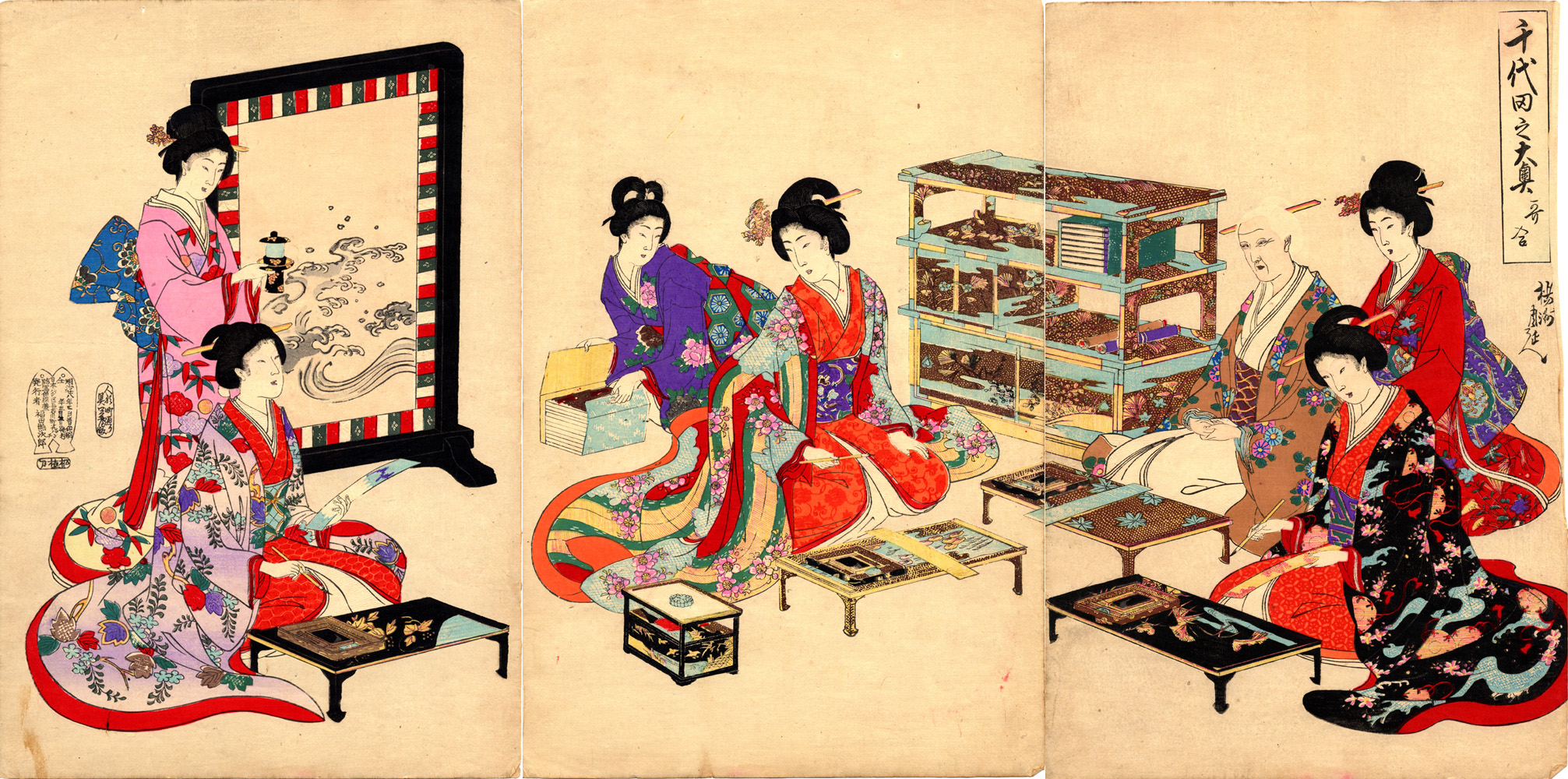
千代田之大奥　歌合　橋本（揚州）周延画

大奧在日本江戶時代，是江戶幕府將軍的生母、子女、正室（御台所）、側室和各女官（稱為「奧女中」）在江戶城的住處。

## 釋名

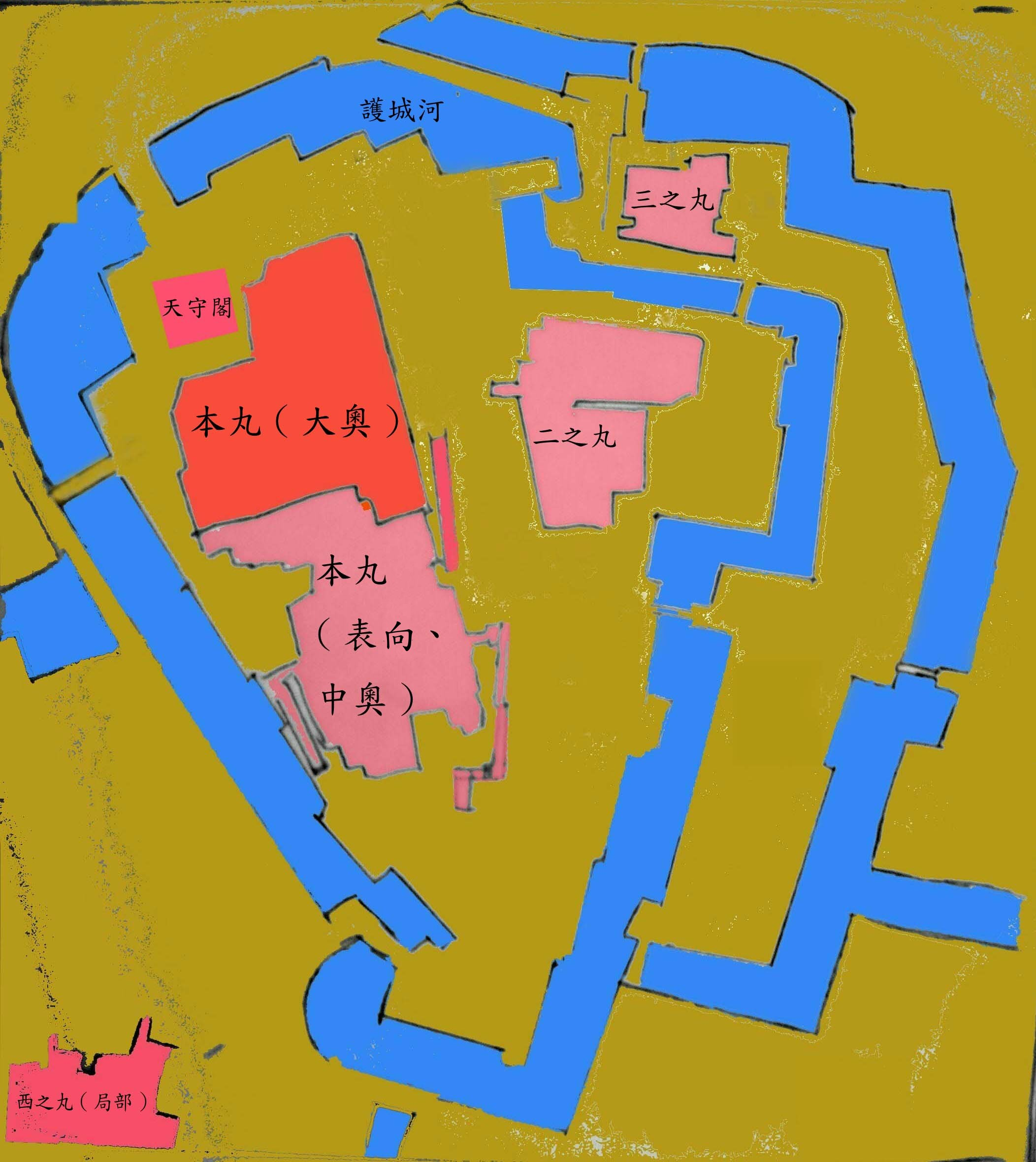
大奧在江戶城的位置

「奧」字漢語本意指室之西南隅，乃室之尊處，人所安息也。在日語中，房屋最裏側的部分稱為「奧」。在大名家中，稱作「奧向」、「奧御殿」。「大奧」既指江戶城中最深處女性居室的部分，也成為將軍後宮的稱呼，與將軍面見外臣的「表向」、將軍辦公起居的「中奧」相對。

## 簡史
大奧建於初代將軍德川家康的年代，當時與一般戰國大名相同，將執行政治的場域稱為「表」、將城主及其家族生活的場域稱為「奧」。慶長十二年（1607年）第二代將軍德川秀忠時制定最初的大奧法度「六條壁書」，並於幕政改革時，將城表作為幕政的行政區域，增設中奧作為將軍私人辦公區域，以及將軍私邸的大奧，這時的大奧基本禁止男人進入長局向之後的奧區（除有天野孫兵衛、成瀨喜左衛門、松田六郎左衛門陪同的普請、掃除等工作之外）。同屬大奧的「廣敷向」准許男性（廣敷役人、部屋方商人等）進入，方便大奧內眾多人口生活起居，及禁止任何人於下午6時後進出大奧。元和4年（1618年），第三代將軍德川家光的乳母春日局完善「大奧法度」。及至享保6年（1722年）第六代將軍德川家宣時，新井白石訂立了「表」與「奧」的區別，使大奧完全與外界隔絕。嚴厲的法則包括禁止男子進入大奧及下午6時後禁止進入江戶城等等。大奧法度雖經幾度修正，仍被奉行至1868年江戶開城方被廢止。
元和四年大奧法度
- 於大奧進行普請、掃除之時，必須有天野孫兵衛、成瀨喜左衛門或松田六郎左衛門陪同。
- 長局之後的奧區男子禁入。
- 即使是女子，沒有通行證不能出入大奧。
- 「暮六つ」（下午6時）過後禁上出入大奧。
- 逃亡而來的女子，無論有甚麼理由，一律趕走。
- 天野、成瀨、松田於大奧御廣敷集合，交代一整天的事、分配各項工作之時，如有違反之人，必須從速報告，隱瞞不報必定嚴懲。

## 構成
江戶城由本丸（包括本丸御殿及天守閣，現今為東京皇居東御苑的一部分）、二之丸、三之丸和西丸構成，本丸御殿中又分為表向、中奧、大奧三區。大奧位於天守閣前面到左側的地方，佔地約為本丸總面積（11,373坪）的一半（6,318坪，約等於20,850平方米）。

### 內部結構
大奧内部劃分為御殿向、長局向和廣敷向。
- 御殿向

御殿包括將軍在大奧的臥室「御小座敷」、御台所的「御台居室」和眾側室的居室，還有為服侍將軍、御台所和側室起居生活而設立的各處所，例如「吳服之間」（負責縫製大奧中各人的服裝）、「御膳所」（負責安排膳食和試毒）等。 其中御台居室曾用名「松御殿」、「新御殿」等不同名稱。供奉歷代將軍牌位的「御佛間」以及御台所會客用的「御對面所」同位於御殿向中。
- 長局向

大奧女中的居室，樓高兩層，從南到北劃為「一之側」、「二之側」、「三之側、「四之側」及東長局和御半下部屋。女中按照身份、職級高低分配住處。上臈御年寄這一類高級女中除在「一之側」擁有自己的獨立居室外，更可僱用女傭服侍自己。「御目見以下」的女中則集體居於「四之側」。
- 廣敷向

大奧台所役人（男工）工作的地方，負責有關出納和廚房庶務等。根據大奧法度，男子禁入大奧，所以只有一個連接廣敷和御殿的出入口，稱為「御廣敷御錠口」。
在某些時代，二之丸和三之丸也曾包括在大奧範圍之内，主要是前任正室，側室，將軍生母，現任側室的居所。

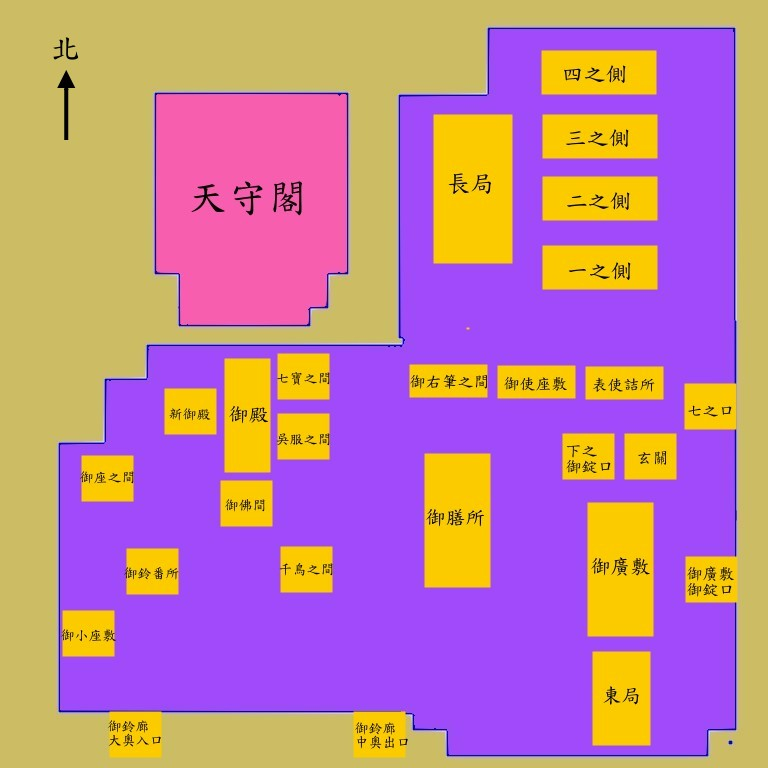
大奧平面草圖

### 出入口
大奧與外間相連接的出入口理論上僅有平川門一處，門內為廣敷向，由廣敷向開設兩門：經御錠口往御殿向，及通過七之口往長局向，御鈴廊則為將軍個人專屬通道。
- 上之御鈴廊

御鈴廊（又稱「上之御鈴口」）連接大奧和中奧，是將軍進出大奧的通道。御鈴廊有兩扇以杉木製作的拉門，服侍將軍的「小姓」（男侍從）在御鈴廊前止步，轉而由大奧剃髮女中「御坊主」侍奉將軍。當將軍走過御鈴廊時，女中會搖響御鈴廊中附在帶上的銅鈴，宣告將軍駕臨。每天「朝四下」（早上10時），將軍經御鈴廊到大奧，御目見以上的女中於御鈴廊迎接。之後將軍在「御小座敷」，接受御中臈以上高級女中的朝禮（早禮）。
- 下之御錠口

因發生火災後才開設的緊急出口，一般不會使用，同樣連接大奧和中奧，門內為大奧對面所，可能因為比較靠近近御台所的房間，有時將軍也會使用。
- 御廣敷御錠口

與廣敷連接，讓台所役人在此與「御目見以上」級別的奧女中接洽庶務。御台所的親屬前來探訪時，也是通過此處，在「御對面間」和御台所會面。
- 七之口（七つ口）

位於長局「一之側」的旁邊，因每日「夕七下」（下午4時）關閉而得名，是「御目見以下」級別的下級女中和部屋方出入大奧長局往廣敷向的通道。平日女中經由此門，向門外廣敷向的商人購買化妝品、糕點等。

## 大奧女性
居住在大奧的女性，除了將軍生母、子女，御台所和側室外，還有負責服侍她們的奧女中。

### 將軍的妻妾
將軍的御台所（みだいどころ）多從五攝家（一條、二條、九條、近衛和鷹司）或皇室迎入，作為朝廷與幕府之間信任的默認，但真正為德川將軍家誕下繼承人的正室只有第二代將軍御台所阿江與夫人（法號：崇源院）一人而已。將軍生母亦可被尊稱「生母大人」、「御袋樣」。一旦將軍去世，正室、側室皆會落髮出家。只有將軍御台所（下任將軍正式即位後會被尊稱為大御台所）、下任將軍生母可以繼續住在大奧內，甚至在大奧內掌權（如五代將軍綱吉公生母桂昌院和七代將軍家繼公生母月光院）；沒有生下子嗣的側室和御內證落髮出家後都必須離開江戶城，遷到櫻田御用屋敷居住，餘生為逝去的將軍祈求冥福。

### 奧女中
大奧全盛時期女中總數超過 1000 人。女中在進入大奧供職前，需提交不洩大奧所見所聞的誓書 和血手印。奧女中劃分為3類：「御目見以上」（有資格參見將軍和御台所，多出身自旗本家）、「御目見以下」（沒有資格參見將軍和御台所）、「部屋方」（只能在長局內行走，是高級女中私人僱用的女傭）。

#### 御目見以上
- 上臈御年寄

正稱為「上臈年寄」，奧女中地位最高、身份最尊貴者，出身京都公家，多為中級朝臣的女兒，作為御台所陪嫁侍女進入大奧，一共3人。主要負責照料御台所並給予意見，同時擔任將軍的相談役（顧問），並負責大奧中的典禮儀式。公家出身的上臈御年寄有一定的政治實力，與旗本武士家出身的御年寄處在對立的關係。較著名的有五代將軍綱吉公時期的右衛門佐（之後成為大奧總取締）。
- 御年寄

又稱「大奧總取締」，表面上是次於上臈御年寄的職級，實際上是大奧中掌握實權的人，自中年寄以下所有女中歸其管轄，多由武士家出身。御年寄還可以作為幕臣之一議政，其權力堪與老中匹敵。御年寄職級中共有7人，她們會輪流值月，並經商議後共同決定大奧內的大小事項。值月時，在「千鳥之間」的煙草盆前，聽取表使、御右筆的匯報，並下達指令；或在「御廣座敷」與老中論事。較著名的筆頭御年寄有三代將軍家光公時期的春日局（首任御年寄）、五代將軍綱吉公時期的右衛門佐、七代將軍家繼公時期的繪島、十一代將軍家齊公及十二代家慶公時期的姊小路、十三代家定公和十四代家茂公時期的瀧山。
- 御中臈

將軍、御台所的隨侍女官，由有才幹、見識、器量的女中晉升，將軍的側室也會從這職級的女中選出（不過也不能一概而論，因為也有將軍寵幸上臈御年寄或身份低微的女中的例子，此種情況稱為「指名」）。分為三班輪班制：出番、御袖、非番。出番需值2個時段，由朝四下（上午10時）至正午或昼八下（下午2時），再由晚上至翌日清晨。御袖由昼八下（下午2時）至翌日清晨。非番為休息。
其他職位包括：
- 中年寄：御年寄的代理人、輔佐人。
- 御客會釋：負責接待來訪時御三家、御三卿的女眷。
- 御錠口眾：負責看守上之御鈴口、下之御錠口，並傳達中奧方面的消息，有「本役」和「助」二人執勤[1]。
- 表使：接受御年寄的指示，負責採購大奧所需物品。
- 御坊主：將軍的雜役，將軍在大奧時為將軍捧劍，並準備將軍的隨身之物。唯一可自由出入中奧及表間的女性，需剃髮，穿男裝羽織袴，一般由50歲左右的女性擔任[1]。
- 御小姓：將軍和御台所貼身侍女，由7歲至13歲，出身旗本家的少女擔任（13歲元服後為「元服小姓」），有機會升為御中臈[1]。
- 御次：負責搬運工具及禮品，打掃佛堂、御膳部、御道具等場所，安排慶典的遊藝活動[1]。
- 御右筆：負責文書記錄、檢查貢品[1]。
- 御切手書：負責看守七之口並發出通行證明[1]。
- 吳服之間：負責縫製大奧中各人的衣服[1]。
- 御三之間：又被稱為「御三姨」，負責打掃御三之間及以上級別的房間[1]，也是御年寄、中年寄、御客會釋等人的雜役。

特別職位：
- 御添寢

是側室或被指名的御中臈為將軍侍寢時，躺在一邊旁聽的侍女，是御年寄的耳目，以防止妻妾在將軍枕邊耳語細碎。御坊主躺在將軍的右側，御清者（由御中臈擔任，必須為處女）躺在待寢側室的左側。二人背對將軍，將整晚發生的事和對話記下，第二天向御年寄報告。御台所為將軍侍寢時則不須御添寢陪同。
- 御內證

在將軍寢房內教導將軍男女之間合歡之事（就是在將軍成婚前一夜和將軍共枕），級別等同御中臈，終生不得離開江戶城。若生下嗣子，便可納為側室，擁有自己的居室，並稱為「御部屋樣」。

#### 御目見以下
- 御廣座敷：表使的下屬，負責到訪江戶城大名女眷的膳食。
- 御仲居：負責安排膳食及試毒。
- 御火之番：負責防火，也可參加遊藝表演活動。
- 御茶之間：負責為御台所飯後端茶。
- 御使番：負責開關御廣敷御錠口。
- 御末：又稱御半下，大奧直接奉公人的最低一層，相當於德川幕府的御家人，配有「多門」一人。雜役侍女，負責澡堂和炊所汲水，運送駕籠等[1]。
- 御犬子供：負責當跑腿，多由容貌和氣量得宜的商人之女擔當。由16歲工作至22、23歲左右[1]。
- 仲居是負責炊事和配膳的女中，多門則是負責汲水或持鞋等雜務的下女；仲居和多門都是商人或農民之女，也叫做「世話子」。
- 部屋方：直接奉公人雇用的專屬女中，亦女中的女中，稱為「又者」。如御年寄有「局」一人，「合之間」六人，「仲居」三人，「多門」四人。另有名為「小僧」的少女。
- 部屋子：親戚或熟人之女。
- 小僧：女中見習生，若有成長將成為「合之間」等，才能以名字稱呼。
- 合之間：隨侍御年寄之側的女中。

女中在大奧出仕並非以年期計算，但在上下任將軍之間更替時女中便有機會脫離大奧。女中可以視乎年資取得假期返家，例如低級女中由進入大奧第3年開始，每年准予休息6天；第6年開始准予休息12天；第9年開始有16天休息。此外，雙親生病、去世的話亦可特別告假外出。高級女中如御年寄可代表御台所到寬永寺和增上寺參拜，或者出使大名家，亦可藉機私服觀賞戲劇。
有不少武士、町人（商人）之女將出仕大奧視為婚前修行的一種，可以藉此學習禮儀，即使只是御目見以下的雜役，也是一種身份象徵。而御目見以上的女中在大奧有機會晉升至高級女中，或者成為將軍側室，獲得權勢之外，也能光耀家族門楣。

## 著名的大奧女性
- 崇源院 - 二代將軍德川秀忠正室、三代將軍德川家光生母。
- 春日局 - 德川家光乳母，首代大奧御年寄。
- 永光院 - 德川家光側室。
- 順性院 - 德川家光側室、甲府宰相德川綱重生母，六代將軍德川家宣祖母。
- 桂昌院 - 德川家光側室、五代將軍德川綱吉生母。
- 右衛門佐 - 五代將軍德川綱吉時的上臈御年寄。
- 天英院 - 德川家宣正室。
- 月光院 - 德川家宣側室、七代將軍德川家繼生母。
- 繪島 - 七代將軍德川家繼時的御年寄。
- 姊小路 - 十二代（德川家慶）將軍時的上臈御年寄。
- 天璋院 - 十三代將軍德川家定繼室[註 7]。
- 瀧山 - 十三代（德川家定）、十四代（德川家茂）、十五代（德川慶喜）將軍時的御年寄。
- 實成院 - 十四代將軍德川家茂生母。
- 和宮親子內親王 - 十四代將軍德川家茂正室。

## 大奧的結束
1868年4月（日本舊曆），德川幕府崩潰，幕臣勝海舟與討幕軍西鄉隆盛議和，江戶無血開城。奧女中收拾物品離開，居於大奧的上代將軍親眷則轉移別處：本壽院（第 13 代將軍生母）、天璋院（第 13 代御台所）移至一橋家宅邸，原居於大奧西之丸的靜寬院宮（和宮親子內親王，第 14 代御台所）、實成院（第 14 代將軍生母）轉移至田安家宅邸。4月11日（西曆5月3日），東海道先峰總督率兵進入江戶城，大奧法度廢止。

## 明治時期的大奧史料
大奧結束後，不少原大奧的女中紛紛披露大奧當中內情，但當中人言人云，資料準確度存疑。事實上，大奧體制複雜，單憑數位女中的回憶亦未能窺見全局。
- 《舊事諮問錄》：1891年（明治24年）- 大奧女中中藤箕浦的子女口述
- 《千代田之大奧》上下：1892年（明治25年） - 朝野新聞社記者永島今四郎、 太田贇雄著述
- 《大奧之女中》上下：1894年（明治27年）
- 《阿局生活》明治之女官：1907年（明治40年）
- 《御殿生活》6 篇：櫻井秀，1911（明治44年）<旗本之回想>
- 《御殿女中》：三田村鳶魚，1930年（昭和5年），採訪天璋院篤姬的侍從御中臈村山真瀨子，歷七年考據之作。

## 相關書目
- 高柳金芳，《德川妻妾記》。江戶時代選書9　雄山閣　ISBN 4639018088
- 高柳金芳，《大奧之秘事》。江戶時代選書3　雄山閣ISBN 4639018029
- 田村榮太郎，《江戶城》。江戶時代選書8　雄山閣 ISBN 463901807X
- 三田村鳶魚、朝倉治彥編。《御殿女中》鳶魚江戶文庫17 中公文庫　中央公論社 ISBN 4122030498
- 卜部典子《江戶城大奧──權力與愛憎的女人們》 ISBN 4821150204

## 脚注

### 注釈
1. ↑  .   [2012-12-31]. （原始内容存档于2012-01-19）.
2. ↑  御広座敷 (おひろざしき) 表使の下働き。大奥を来訪した女使たちの御膳の世話をした。此區並非大老、老中等男性能進入的區域，莫受戲劇誤導。
3. ↑  將軍、正室、側室的親屬，御三家、御三卿、醫師和僧侶不在此限。參考：《圖說大奧》，津田太愚著，林子傑譯。臺北市：臺灣東販，2009年12月30日初版，頁71。ISBN 978-986-251-096-4。
4. ↑  有關江戶時代的時間表示方式，可參考江戸のユッタリズム （页面存档备份，存于），2012年12月7日查閱。
5. ↑  例如「奧方之儀，不問事體，嚴禁外傳」，據http://akanesasu.huming.com/work/ohoku.htm （页面存档备份，存于）記載。
6. ↑  「總取締」在中文的意思是「總管事」，但「大奧總取締」一詞其實是在後世歷史小說和電視連續劇中才出現的。
7. ↑  在天璋院之前德川家定曾有2位御合所，天璋院是第3位御合所。

### 出典
1. 1 2 3 4 5 6 7 8 9 10 11 12 13 14 15 16 17 18 19 20 21 22 23 24 25 26 27 28  《圖說大奧》，津田太愚著，林子傑譯。臺北市：臺灣東販，2009年12月30日初版。ISBN 978-986-251-096-4。
2. 1 2 3 4  《江戸城の迷宮 「大奥の謎」を解く》，中江克己著。PHP研究所，2006年9月19日初版。ISBN 4-569-66675-2。
3. ↑  NHK歷史秘話：大奧的秘密 （页面存档备份，存于） ，2010年6月9日首播。（日語）

## 外部連結
- 大奥を知る（日語）
- 江戶城內廓範圍圖 （页面存档备份，存于），來源自：《日本名城立體CG完全圖解：江戶城》（日語）